# Irische Cricket-Nationalmannschaft in den Niederlanden in der Saison 2021
Die Tour der irischen Cricket-Nationalmannschaft in die Niederlande in der Saison 2021 fand vom 2. bis zum 7. Juni 2021 statt. Die internationale Cricket-Tour war Bestandteil der Internationalen Cricket-Saison 2021 und umfasste drei ODIs. Die ODIs war Teil der ICC Cricket World Cup Super League 2020–2023. Die Niederlande gewann die Serie 2–1.

## Vorgeschichte
Die Niederlande spielte zuvor eine Tour gegen Schottland. Das letzte Aufeinandertreffen der beiden Mannschaften fand in der Saison 2019/20 bei einem Drei-Nationen-Turnier in Irland statt.

## Stadien
Die folgenden Stadien wurden für die Tour als Austragungsort vorgesehen.
| Stadion                     | Stadt   | Kapazität | Spiele      |
| --------------------------- | ------- | --------- | ----------- |
| Sportpark Maarschalkerweerd | Utrecht |           | 1. – 3. ODI |

## Kaderlisten
Irland benannte seinen Kader am 24. Mai 2021.
| ODI | ODI |
| Niederlande | Irland |
| --- | --- |
| - Pieter Seelaar (K) - Musa Ahmad - Philippe Boissevain - Ben Cooper - Bas de Leede - Scott Edwards - Brandon Glover - Vivian Kingma - Fred Klaassen - Stephan Myburgh - Max O’Dowd - Logan van Beek - Timm van der Gugten - Tobias Visee - Saqib Zulfiqar | - Andrew Balbirnie (K) - Mark Adair - Gareth Delany - George Dockrell - Josh Little - Andy McBrine - Graeme McCarter - Barry McCarthy - Kevin O’Brien - William Porterfield - Simi Singh - Paul Stirling - Harry Tector - Lorcan Tucker - Ben White - Craig Young |

## One-Day Internationals

### Erstes ODI in Utrecht
| 2. Juni Scorecard | Utrecht | Niederlande 195 (50)          | – | Irland 194-9 (50) |
|                   |         | Niederlande gewinnt mit 1 Run |   |                   |

Niederlande gewann den Münzwurf und entschied sich als Schlagmannschaft zu beginnen. Als Spieler des Spiels wurde Timm van der Gugten ausgezeichnet.

### Zweites ODI in Utrecht
| 4. Juni Scorecard | Utrecht | Niederlande 157 (49.2)       | – | Irland 158-2 (43) |
|                   |         | Irland gewinnt mit 8 Wickets |   |                   |

Niederlande gewann den Münzwurf und entschied sich als Schlagmannschaft zu beginnen. Als Spieler des Spiels wurde Josh Little ausgezeichnet.

### Drittes ODI in Utrecht
| 7. Juni Scorecard | Utrecht | Irland 163 (49.2)                 | – | Niederlande 166-6 (45.5) |
|                   |         | Niederlande gewinnt mit 4 Wickets |   |                          |

Irland gewann den Münzwurf und entschied sich als Schlagmannschaft zu beginnen. Als Spieler des Spiels wurde Stephen Myburgh ausgezeichnet.

## Auszeichnungen

### Player of the Series
Als Player of the Series wurden der folgende Spieler ausgezeichnet.
| Serie | Player of the Series |
| ----- | -------------------- |
| ODI   | Logan van Beek       |

### Player of the Match
Als Player of the Match wurden die folgenden Spieler ausgezeichnet.
| Spiel  | Player of the Match |
| ------ | ------------------- |
| 1. ODI | Timm van der Gugten |
| 2. ODI | Josh Little         |
| 3. ODI | Stephen Myburgh     |